# Consolidated PBY Catalina
Consolidated PBY Catalina là một loại tàu bay của Hoa Kỳ trong thập niên 1930 và 1940, do hãng Consolidated Aircraft chế tạo. Nó là một trong những loại máy bay đa năng được sử dụng rộng rãi trong Chiến tranh thế giới II. Catalina phục vụ mọi quân chủng của quân đội Hoa Kỳ, cũng như quân đội các nước khác.

## Tính năng kỹ chiến thuật (PBY-5A)
Dữ liệu lấy từ Encyclopedia of World Air Power Jane's Fighting Aircraft of World War II Handbook of Erection and Maintenance Instructions for Navy Model PBY-5 and PBY-5A Airplanes. and Quest for Performance
Đặc điểm tổng quát
- Kíp lái: 8
- Chiều dài: 63 ft 10 7/16 in (19,46 m)
- Sải cánh: 104 ft 0 in (31,70 m)
- Chiều cao: 21 ft 1 in (6,15 m)
- Diện tích cánh: 1.400 ft² (130 m²)
- Trọng lượng rỗng: 20.910 lb (9.485 kg)
- Trọng lượng cất cánh tối đa: 35.420 lb (16.066 kg)
- Động cơ: 2 × Pratt & Whitney R-1830-92 Twin Wasp, 1.200 hp (895 kW mỗi chiếc)  mỗi chiếc

 Hiệu suất bay 
- Vận tốc cực đại: 196 mph (314 km/h)
- Vận tốc hành trình: 125 mph (201 km/h)
- Tầm bay: 2.520 mi (4.030 km)
- Trần bay: 15.800 ft (4.000 m)
- Vận tốc lên cao: 1.000 ft/phút (5,1 m/s)
- Tải trên cánh: 25,3 lb/ft² (123,6 kg/m²)
- Công suất/trọng lượng: 0,034 hp/lb (0,056 kW/kg)

Trang bị vũ khí

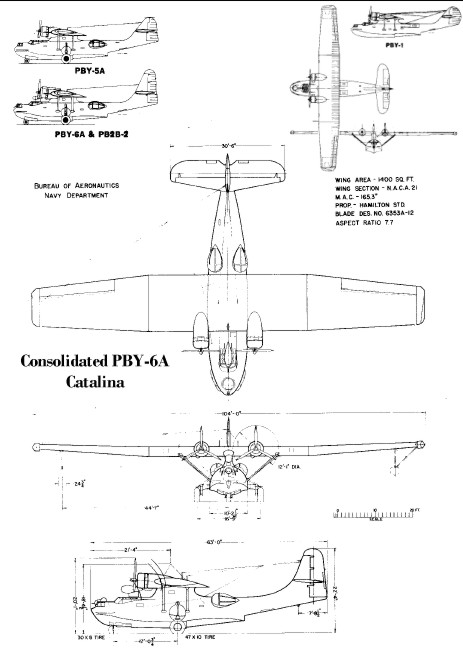

- 3× súng máy M1919 Browning.30 cal (7,62 mm)
- 2× súng máy M2 Browning.50 cal (12.7 mm)
- 4.000 lb (1.814 kg) bom hoặc bom chống tàu ngầm